# Wanderson Cristaldo Farias
Wanderson Cristaldo Farias – noto come Wanderson – (Cruzeiro do Oeste, 2 gennaio 1988) è un calciatore brasiliano naturalizzato bulgaro, centrocampista del Primavera.

## Palmarès

### Club

#### Competizioni statali
- Campeonato Paulista Série A2: 1

Portuguesa: 2013

#### Competizioni nazionali
- Supercoppa di Bulgaria: 4

Ludogorec: 2014, 2018, 2019, 2021
- Campionato bulgaro: 8

Ludogorec: 2014-2015, 2015-2016, 2016-2017, 2017-2018, 2018-2019, 2019-2020, 2020-2021, 2021-2022